# Museo de Anatomía Humana Normal
El Museo de Anatomía Humana Normal "Prof. Dr. Alberto Leonardo Poli" es un museo dependiente de la Cátedra de Anatomía B de la Facultad de Ciencias Médicas de la Universidad Nacional de La Plata.

## Historia
El museo fue inaugurado el 30 de marzo de 2009, luego de las actividades operativas destinadas a la reorganización y reinauguración del Museo de Anatomía que se llevaron a cabo entre 2008 y 2009, en base al proyecto del docente Méd. Calixto Yupanqui Mamani y la coordinación del Dr. Sebastián Berrhau. Su nombre es un homenaje al profesor Dr. Alberto Leonardo Poli, quien fuera Profesor Titular de la Cátedra de Anatomía B. 
En 2011, junto a la nueva gestión de la cátedra por parte del Prof. Dr. Julio Hijano, el museo fue abierto al público y trasladado al hall central del primer piso de la facultad, luego de que fuera sumado a la Red de Museos de la Universidad Nacional de La Plata.

## Colecciones
El Museo cuenta en total con un conjunto de 1052 piezas, de las cuales se destacan 465 piezas anatómicas montadas en exhibición, junto a 56 modelos y macro modelos anatómicos, correspondientes al aparato locomotor, cabeza y cuello, tórax, abdomen, sistema nervioso, anatomía del desarrollo y malformaciones congénitas, técnicas anatómicas y anatomía comparada. Asimismo, el museo posee 531 piezas anatómicas en el área de depósito (131 piezas de adultos y 400 de fetos) clasificados en los siguientes sectores: piezas en preparación, en rotación, auxiliares para los trabajos prácticos del curso lectivo de anatomía, fetos y también con Instrumental y elementos de trabajo de disección.
Cabe señalar que entre las piezas más valoradas del Museo se encuentran un conjunto de macro modelos elaborados en yeso en París en 1926, que aún hoy continúan cumpliendo una importante función pedagógica para los estudiantes de la Facultad.
Cada una de las piezas anatómicas que se encuentra en exposición fue procesada con el siguiente método: selección, disección, reparación, clasificación, identificación codificada, conformación de base de datos con su anatomía descriptiva, registro fotográfico digital y montaje para exhibición.
A partir de los registros fotográficos se generó un archivo digital de 650 imágenes anatómicas, destinadas a ser utilizadas por el personal de la cátedra en actividades programáticas y extra programáticas. A través de la base de datos se crearon documentos de cada una de las áreas del Museo, en las que se encuentra la descripción de los detalles anatómicos de cada una de las piezas.